# Сервиз Кельха
Неоготи́ческий столо́вый серви́з Алекса́ндра и Варва́ры Ке́льхов — парадный столовый сервиз из серебра, выполненный фирмой Фаберже в 1900 году по заказу Александра Фердинандовича и Варвары Петровны Кельхов. Сервиз Кельхов считается самым дорогим произведением Фаберже из серебра. Сам Карл Фаберже считал его самой важной работой, выполненной в его мастерской.
Сервиз был практически полностью переплавлен в 1918 году, после революции. В 2017-м году несколько предметов из него были найдены в частной коллекции в Польше. Специалист по творчеству Карла Фаберже Адам Шиманьский атрибутировал два серебряных ножа для рыбы по характерным узорам и литере «К», идентичной с отделкой особняка Кельхов.

## История
Парадный сервиз в неоготическом стиле был заказан около 1898 года в связи со строительством особняка Кельхов в Санкт-Петербурге: заказчица Варвара Кельх хотела, чтобы для парадной готической столовой была создана утварь, полностью подходящая по дизайну.
Проект и эскизы выполнил в 1900 году художник и архитектор Фёдор Шехтель. В том же году весь комплект был изготовлен в московской мастерской Фаберже. Александр Кельх заплатил за него огромную сумму в 125 тыс. рублей. Таким образом, сервиз Кельхов стал самой дорогой работой из серебра, выполненной Фаберже.
В 1902 году сервиз Кельхов был представлен на известной выставке работ Фаберже, организованной в петербургском особняке барона Павла фон Дервиза. Эта выставка стала единственной официальной экспозицией работ Фаберже, организованной в период его деятельности. На выставке были представлены предметы, принадлежащие императрицам Марии Фёдоровне и Александре Фёдоровне, а также членам семьи Романовых и представителям аристократии.
В течение пяти лет сервиз Кельхов находился в семейном особняке в Санкт-Петербурге. В 1905 году, в связи с расставанием супругов, он был перевезён в дом Базановых в Москву. Во время революции сервиз был конфискован и в 1918-м году переплавлен. На протяжении ста лет он считался утраченным, однако в январе 2017-го года несколько предметов из него были обнаружены на территории Польши. В 2018-м году они были выставлены на продажу.

## Описание
Парадный сервиз Александра и Варвары Кельх был выполнен в неоготическом стиле в едином стиле со столовой их петербургского особняка. Формы, украшения и орнаменты были выполнены в духе английской и немецкой готики. Отличительные декоративные мотивы — драконы, грифоны, гаргулья, ящерицы, змеи и другие готические создания, геральдические лилии, щит с литерой «К» и корона. Предметы сервиза были помечены клеймом мастерской Фаберже и клеймом придворного ювелира Дома Романовых.
Набор на 32 персоны включал массу предметов: блюда, миски, тарелки, соусники, подносы, столовые приборы, солонки, сюрту-де-табль, два семисвечника, две высокие супницы, супницы с крышками и так далее.